# الطعم الصناعي (صيد الأسماك)
الطُعم الصناعي (بالإنجليزية: Fishing Lure) معروف ايضا باللور هو أداة تُستخدم في صيد الأسماك، صُممت لتُحاكي شكل وحركة فريسة حقيقية تجذب الأسماك المفترسة. 
يُصنع الطُعم الصناعي غالبًا من البلاستيك أو المعدن أو الخشب، ويُزود بخطافات (Hooks) لتمكين الصياد من الإمساك بالسمكة عند مهاجمتها للطُعم. يُستخدم الطُعم الصناعي في عدة أساليب صيد مثل الكاستينج (Casting) والجر (Trolling) والصيد العمودي (Jigging). يقوم الصياد برمي الطُعم في الماء ثم سحبه بطريقة معينة تُثير انتباه السمك وتدفعه لمهاجمة الطُعم. بعض الطُعوم مصممة لتطفو على السطح، بينما يغوص البعض الآخر لأعماق مختلفة، بحسب النوع والاستخدام.

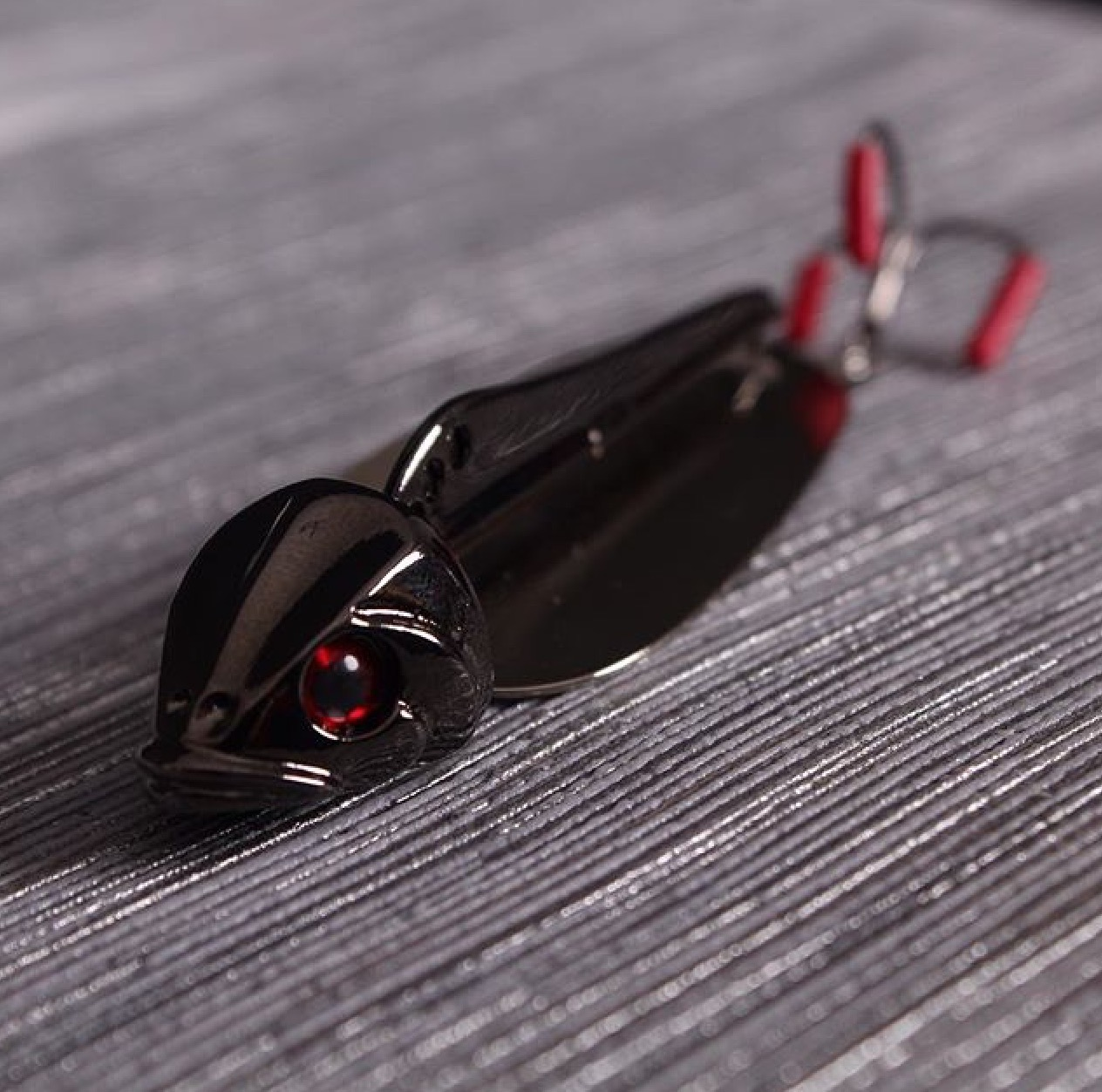
طعم صناعي